# Santa Elena (Petén)
Santa Elena è una cittadina del Guatemala facente parte del dipartimento di Petén. Santa Elena è collegata tramite un istmo alla città di Flores, che è anche il capoluogo del comune.
Tradizionalmente Santa Elena con Flores e la vicina città di San Benito formano un unico conglomerato.